# 改号欺诈
改号欺诈（英語：Caller ID spoofing）是指来电时在受話方手机上显示非發話方的电话号码。在这种情况下，来电者通常是怀有恶意的。就像伪装他人的电子邮件地址一样，“改号”者可以伪装成任意一个号码来电。由于人们对来电时显示的号码毫不怀疑，这种欺骗行为可能动摇整个电信系统的基础。“改号”者通常会以各种各样的借口来让你去往某个或多个账号去充值。

## 改号服务商
典型的欺诈过程很像预付费电话：
当改号者想打电话的时候，首先向一个“改号服务商”拨打，然后输入自己的密码（需提前购买）；接着，再输入自己想要拨打的电话和想要在对方那里显示的号码（一个“伪装的号码”，比如“XXX公安局”）。此时，这个“改号服务商”将直接把改号者的电话转接到接电话的人，接电话一方则会显示那个伪装的假号码。这样接电话的人就以为是这个“伪装的号码”来电，而不知道实际上是改号者打来的电话。很多来电显示的服务商（也就是前文说的改号服务商）也可以让改号者直接在网页上发起通话。一些服务商会让用户输入一个和号码同时显示的名称。但是，以美国为例，在大部分地区，这个输入的名称就是显示的名称。换句话说，这个名称并不是电信网络带來的，而是从互联网上传过来的。
改号者登录这些服务商的站点后，通常要填写如下字段：
1. 来源号码（真正的来电者）
2. 目的号码（打给谁）
3. 显示来电号码（显示出来的来电号码）

当用户填好这些信息，点击按钮即可拨打电话，系统会自动转接到对方的电话。一些服务商也提供录音，变声和发送短信的服务。常见的显示方案之一是只显示来电者的地点，例如，“亚利桑那”、“加利福尼亚”、“俄勒冈”、“安大略”。

## 技术手段
改号欺诈有很多种技术手段。最常见的是通过VoIP和PRII进行改号。另一种伪装方法是仿效贝尔202 FSK信号。这种方法又被称为装橘子。这种方法使用软件产生音频信号，然后在通话过程中将其连接到电话线路。这样就可以让被叫方误认为，有一个来电正在等待，但是，当然，其实并没有新的来电。
过去，改号的技术门槛和成本都很高，但是随着开源软件的传播，“改号”变得越来越便宜和容易。

## 防范
政府规定由境外拨入之来电需要加上 + 号
由于改号欺诈的流行，部份地区政府规定由境外拨入之来电需要加上 + 号，这样也使大部份改号欺诈的号码来电时有异于本地的正常号码，成功使改号欺诈来电变得容易辨别。
手提电话安装来电过滤应用程式
随着手提电话普及，来电过滤应用程式应运而生，这些来电过滤应用程式一般上依靠使用者对来电作出回报，说明有关号码是有用的重要电话还是应该不用接听甚或可主动拦截的骚扰电话或诈骗电话，经过数据分析后便能为所有使用者提供即时的来电过滤或来电辨识服务，减少使用者受骗的机会。
支援市话的来电过滤装置
随着应用在手提电话的来电过滤应用程式日趋成熟，部份开發商也提供了为市话提供服务的来电过滤装置，提供来电过滤或来电辨识服务。

## 法规管控

### 英國
在英国，来电显示号码被称为“显示号码”，必须和拨号者进行绑定。如果一定要显示为一个第三方号码，必须获得这个第三方的明确授权。

### 印度
印度电信部的一份报告显示，印度政府已采取以下步骤来限制改号服务提供商：
1. 提供改号服务的站点，比如www.crazycall.net，将被立即关闭。
2. ILDOs、NLDOs和其他电信接入运营商，如果发现改号行为，立即开始调查。

### 美国
2006年4月6日，国会议员艾略特·恩格尔（D-NY）和乔·巴顿（R-TX）提出了HR 5126法案——认为改号行为是一种犯罪行为。“真实身份2007“法案将通过“任何电讯服务或启用IP语音服务”，造成“任何误导或不准确的主叫识别信息传送的主叫识别服务”的行为视为非法。三个星期后，在参议院也提出了同样的法案。2006年6月6日，在参议院没有行动的情况下，众议院通过了来电真实身份法案的法案。在第109届国会结束时，该法案到期（所有未决的法案将视为废止）。
2007年1月5日，众议员恩格尔提出了HR 251，参议员比尔·纳尔逊（D-FL）在两个月后也提出了一项类似的法案（S.704）。2007年6月27日， 美国参议院商务，科学和运输委员会批准，并将S.704提交参议院讨论日程。该法案法案将改号欺诈视为非法。“真实身份2007“法案将通过”任何电讯服务或启用IP语音服务“，造成”任何误导或不准确的主叫识别信息传送的主叫识别服务“的行为视为非法。恩格尔的法案在众议院获得通过。尼尔森的S.704法案也被同一次参议院委员会提及。但参议院没有通过上述任何一个法案。
在第111届国会中，众议员恩格尔和参议员纳尔逊再次推出类似版本的来电显示立法，HR 1258。2009年1月7日，该法案在参议院被重新提出，名为：《S.30-真实身份法案2009》。参、众两院分别通过了各自的提案。2010年12月15日，众议院将S.30交由总统签署。2010年12月22日，奥巴马总统签署了该法案，自此该法案正式成为法律。
根据这项法案，针对VOIP网络电话服务，“通过来电显示进行欺骗，造成伤害，或故意误导以牟利......”将被视为非法行为。可处没收（设备）或高达每次$ 10,000（不超过$1,000,000）的刑事罚款。隐藏自己的来电显示信息不在法规限制内容之列。

## 历史
改号欺诈已经有多年历史，最早是通过ISDN PRI电路接入到电话公司来实现的。讨债公司，执法人员，以及私家侦探使用此法，有不同程度的合法性。2004年9月，第一个主流改号网站建立，它的名字是：Star38.com。该网站是第一个允许用户从网页端发起呼叫的改号服务商。由于同类网站大量出现，它在2005年停止提供服务。
2006年8月， 帕丽斯·希尔顿被指控利用改号方法侵入一个语音信箱系统。改号诈骗也常见于交易欺诈，比如在Craigslist和eBay网站上的交易。骗子声称自己是从加拿大打来美国，希望购买网站上的商品/服务。他们往往会要求卖家提前提供个人信息，如营业执照的副本等。在2010年的大选中，在美国的密苏里州，就有人伪装成医疗机构来电来获取潜在选民的信息。2009年，在美国布鲁克林，一位愤怒的妻子伪装成大夫打给小三，向她开出了了错误的药方致其流产。
通常情况下，改号是用于恶作剧 。例如，有人可能会打电话给朋友，并让对方显示是“白宫”来电。2007年12月，因为把特警队误导到一个毫不知情的受害者家中，一个改号的黑客被逮捕。2008年2月， 在卡里吉维尔，一个宾夕法尼亚州男子被逮捕。他涉嫌用电话恐吓一位妇女：他把来电号码改成对方家里的，让人以为这个电话就是本机自己打来的。有些公司还能提供语音变化和通话录音功能。
2008年3月， 美国特拉华州威尔明顿的几位居民说，他们在清晨接到了推销电话，来电者使得来电显示成867-5309——让人想起1982 Tommy Tutone的歌《867-5309/Jenny》。
据说，2011年5月2日，在加拿大联邦大选期间 ，现场热线和自动语音应答电话都收到了伪装过的号码，要么伪装成一个虚构的人物（Pierre Poutine 或Pierre Joliette ，来自魁北克），要么把来自俄亥俄州的电话伪装成来自安大略省彼得伯勒的加拿大国内呼叫。见Robocall丑闻。
2012年6月，在谷歌搜索中可以找到50000多个案例，这些人不断地收到显示为“太平洋电信通信集团”的VOIP来电。

## 改号的合理需求
改号也有一些正当的需求。以下理由可以支持改号行为：
1. 一个大机构可能使用改号软件呼出电话，特别是那些有许多分机的大公司。比如，一个医院的主号可能是555-1000.，在主楼内可能有250个分机，而另外的100个分机在5英里以外。这样这个医院外呼的号码就可能是555-1000~555-1350。虽然有些人的手机可将“555-10XX”的数字识别为统一的电话号码，但更多人将无法识别555-1001、555-1002这样的号码。如果来自该医院的所有来电都显示为555-1000则方便得多。
2. 一个公司可能更喜欢显示成他们的免费电话号码（比如全国统一的400电话）。
3. 面向许多客户的呼叫中心，可能希望让每一个来电的客户都显示一个不同的号码。
4. 商业应答公司，也就是做电话转接业务的公司会喜欢这种方式。他们的工作原理是用户A打给公司，公司接通用户B，再回拨给用户A。用户A可以用低廉的价格来进行通话。这些公司希望A和B都能看到对方的号码，而不是公司自己的号码。
5. 大部分电话卡公司会显示使用者的号码而非卡的号码。
6. 商人们从公司外拨打电话（比如用手机）时也希望显示成公司的电话号码。
7. 谷歌语音服务显示其用户的谷歌语音号码，即使他们是通过服务使用他们的固定电话或手机来进行拨打。
8. Gizmo5的 （现已倒闭）的境外来电。由于Gizmo5的号码统一显示为747NXXXXXX，可能让人误解为这是一个来自区号747地区的电话。
9. 至少到2011年8月15日，从纽约时报办公室拨出的所有电话均显示为111-111-1111。这是为了避免在通话记录中留下记者的分机号——进而保护他们与匿名消息来源的通话不被泄露。泰晤士报放弃了这种做法，一方面，由于当地的法规；另一方面，许多公司拦截了来自某些知名号码的来电。

## 扩展阅读
- BBC News （页面存档备份，存于）
- California State Senate Bill SJR15-Florez
- Washington Post （页面存档备份，存于）
- Wired News report of FCC investigation （页面存档备份，存于）
- Arstechnica: Congress outlaws all Caller ID spoofing (VoIP too) （页面存档备份，存于）